# LRTブキ・パンジャン線
LRTブキ・パンジャン線（LRTブキ・パンジャンせん、Bukit Panjang LRT Line）とは、シンガポールSMRTトレインズが運営する新交通システム、ライト・レール・トランジットの路線である。

## 概要

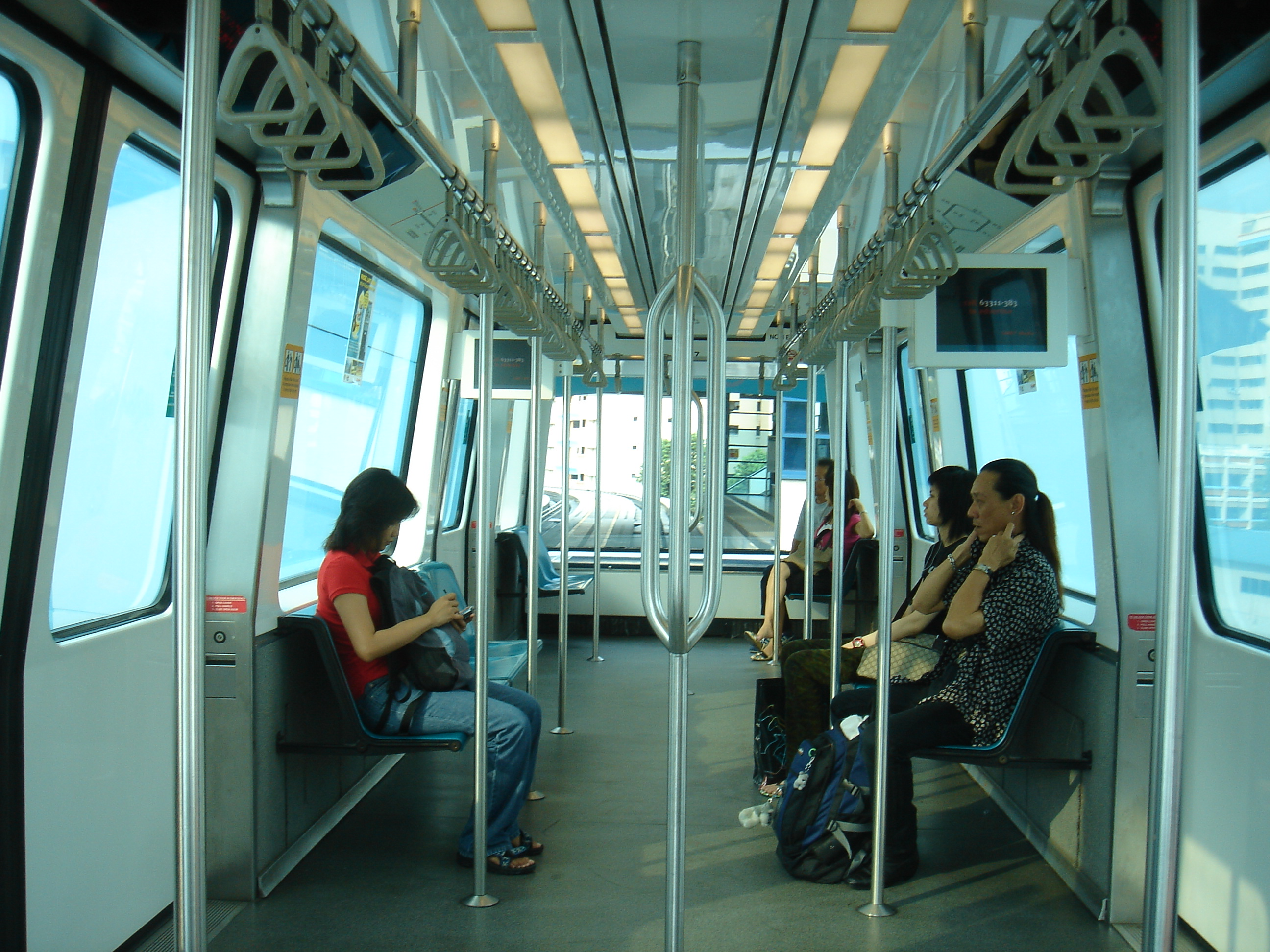
車内。窓ガラスにスモークが掛かっている。

ラケット状の線形であり、[BP6]ブキ・パンジャン駅は[BP7]ペティル駅と[BP13]センジャ駅へ向かう分岐駅となっている。
なお、テン・マイル・ジャンクション車両基地へ分岐する枝線は、[BP5]フェニックス駅と[BP6]ブキ・パンジャン駅のどちらからも入ることができる。以前はテン・マイル・ジャンクション車両基地の付近に[BP14]テン・マイル・ジャンクション駅が存在したが、2019年に廃止された。
無人運転となっていて、住民プライバシーの配慮から、住宅に接近する個所では、六甲ライナーの1000型のように、窓ガラスにスモークが自動的に掛かるようになっている。

## 沿革
- 1999年11月6日 - 全線開業
- 2019年1月13日 - ブキ・パンジャン駅（英語版）～テン・マイル・ジャンクション駅（英語版）の枝線が廃線になる。

## 運転
全線通しでの所要時間は28分である。
現在の運行形態は以下の通り。

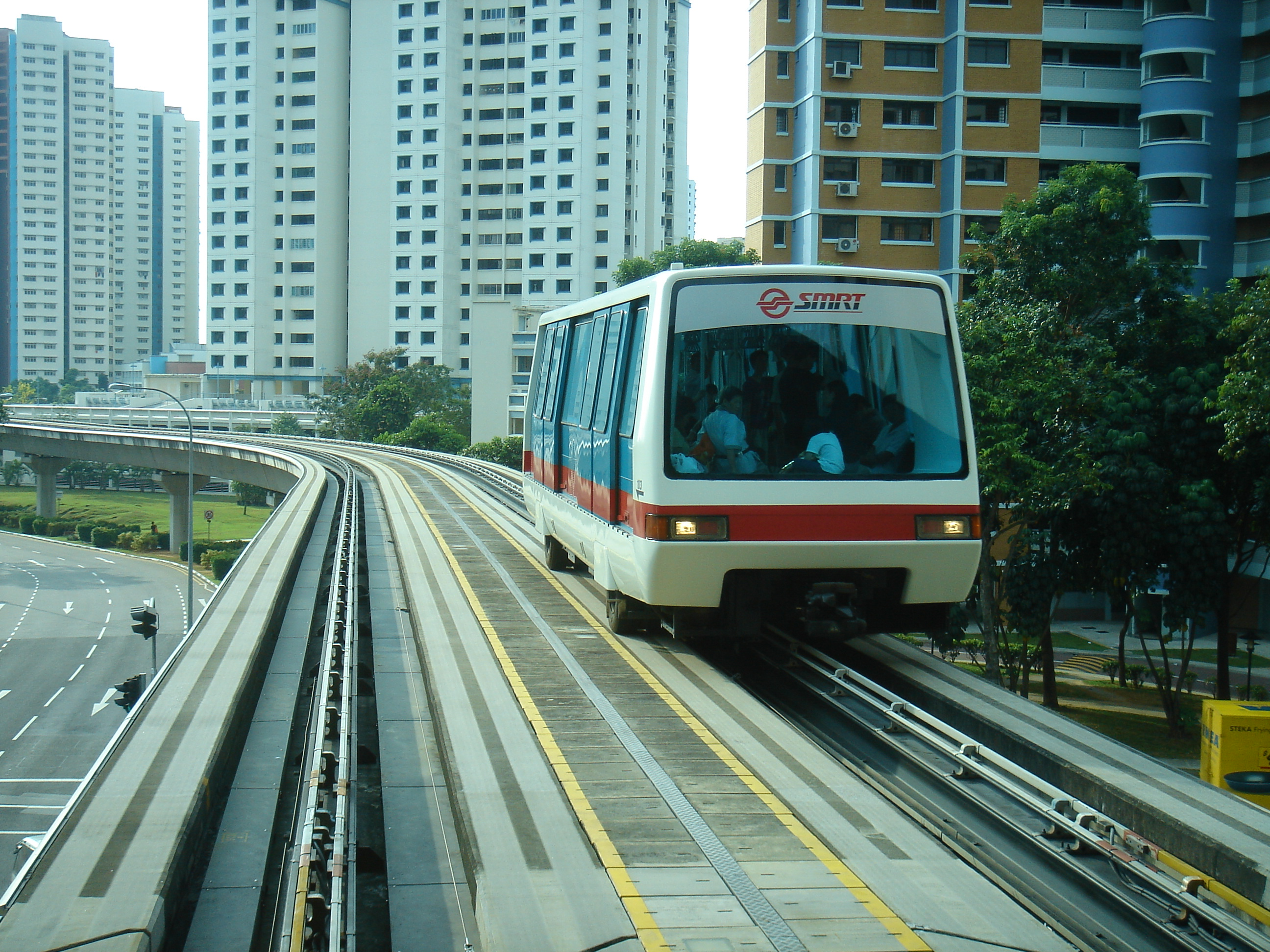
沿線風景

- A線：チョア・チュー・カン駅を始発・終点として、途中ブキ・パンジャン駅からペティル駅へ向かって戻るルート。
- B線：チョア・チュー・カン駅を始発・終点として、途中ブキ・パンジャン駅からセンジャ駅へ向かって戻るルート。

また、テン・マイル・ジャンクション駅までの枝線の廃線前は、以下の系統が概ね20分間隔で運転されていた。
- C線：テン・マイル・ジャンクション駅を始発・終点として、途中ブキ・パンジャン駅からセンジャ駅へ向かって戻るルート。

## 車両
- Innovia APM 100（旧・CX-100）
カナダ・ボンバルディア製で19両が在籍する。

## 駅一覧

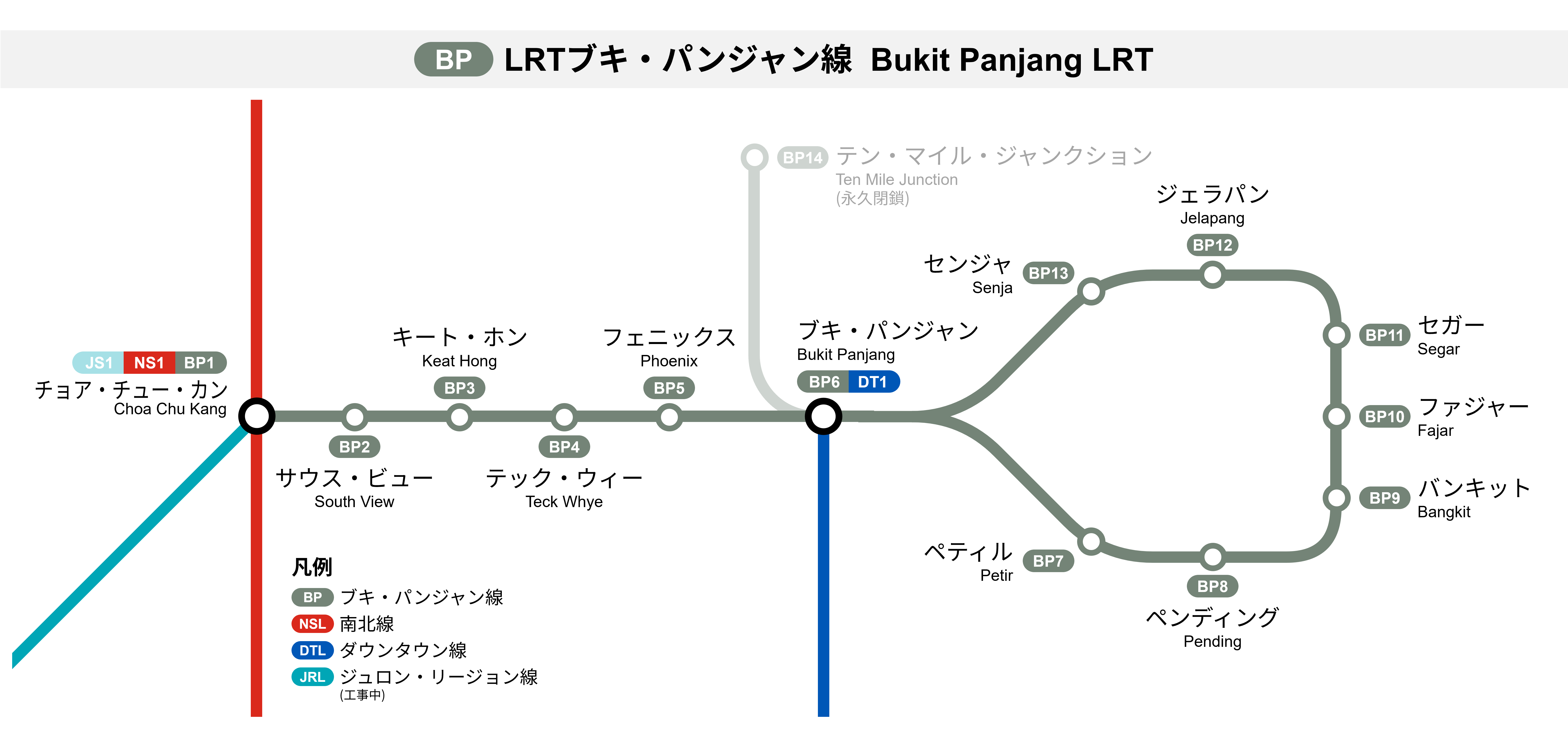

| 駅番号 | 駅名                   | 駅名          | 駅名         | 駅名      | 営業キロ | 接続路線・備考     |
| 駅番号 | 日本語                 | 英語          | 簡体字中国語 | タミル語  | 営業キロ | 接続路線・備考     |
| ------ | ---------------------- | ------------- | ------------ | --------- | -------- | ------------------ |
| BP1    | チョア・チュー・カン駅 | Choa Chu Kang | 蔡厝港       | சுவா சூ காங்   |          | NS4 南北線         |
| BP2    | サウス・ビュー駅       | South View    | 南景         | சவுத் வியூ    |          |                    |
| BP3    | キート・ホン駅         | Keat Hong     | 吉丰         | கியட் ஹோங்    |          |                    |
| BP4    | テック・ウィー駅       | Teck Whye     | 德惠         | டெக் வாய்     |          |                    |
| BP5    | フェニックス駅         | Phoenix       | 凤凰         | ஃபீனிக்ஸ்     |          |                    |
| BP6    | ブキ・パンジャン駅     | Bukit Panjang | 武吉班让     | புக்கிட் பாஞ்சாங் |          | DT1 ダウンタウン線 |
| BP7    | ペティル駅             | Petir         | 柏提         | பெட்டீர்      |          |                    |
| BP8    | ペンディング駅         | Pending       | 秉定         | பெண்டிங்      |          |                    |
| BP9    | バンキット駅           | Bangkit       | 万吉         | பங்கிட்      |          |                    |
| BP10   | ファジャー駅           | Fajar         | 法嘉         | ஃபஜார்      |          |                    |
| BP11   | セガー駅               | Segar         | 实加         | செகார்       |          |                    |
| BP12   | ジェラパン駅           | Jelapang      | 泽拉邦       | ஜேலப்பாங்     |          |                    |
| BP13   | センジャ駅             | Senja         | 信加         | செஞ்சா       |          |                    |